# Pajapita
Pajapita – miasto na południowym zachodzie Gwatemali, w departamencie San Marcos. Według danych szacunkowych z 2012 roku liczba mieszkańców wynosiła 10 398 osób. 
Pajapita leży około 70 km na południe od stolicy departamentu – miasta San Marcos, oraz około 12 kilometrów na wschód od rzeki Suchiate, będąca rzeką graniczną pomiędzy Gwatemalą a meksykańskim stanem Chiapas. 
Miejscowość leży na wysokości 75 metrów nad poziomem morza, na równinie schodzącej do wybrzeża Oceanu Spokojnego.

## Gmina Pajapita
Miasto jest także siedzibą władz gminy o tej samej nazwie, która jest jedną z dwudziestu dziewięciu gmin w departamencie. W 2012 roku gmina liczyła 24 349 mieszkańców. Gmina jak na warunki Gwatemali jest średniej wielkości, a jej powierzchnia obejmuje 84 km². Mieszkańcy gminy utrzymują się głównie z rolnictwa i hodowli zwierząt. Ponadto gmina wyróżnia się produkcją przetworów mlecznych